# Stadio Città di Arezzo
Das Stadio Città di Arezzo (deutsch Städtisches Stadion von Arezzo) ist ein Fußballstadion in der italienischen Stadt Arezzo, Hauptstadt der gleichnamigen Provinz, und liegt in der mittelitalienischen Region Toskana. Der Fußballverein US Arezzo (bis 2010: AC Arezzo) empfängt hier seine Gegner zu den Spielen.

## Geschichte

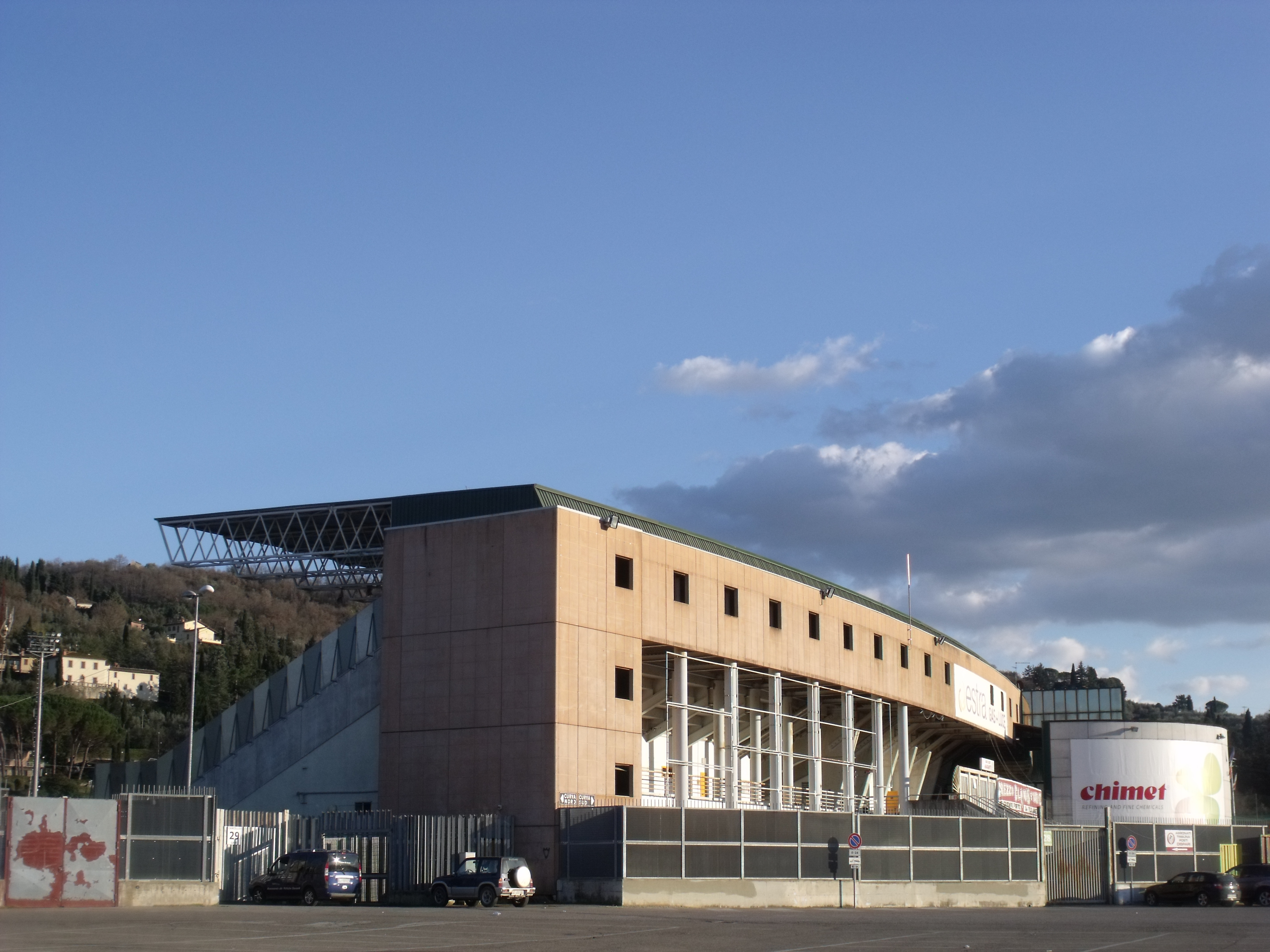
Die Rückseite der Haupttribüne im Februar 2015

Das erste städtische Stadion wurde 1923 gebaut. Das heutige Stadion wurde am 24. September 1961 eröffnet und fasste rund 8000 Zuschauer. Zunächst besaß die Spielstätte die überdachte Haupt- und die Gegentribüne. Im Jahr 1965 wurde die Nordkurve eingeweiht. Zwei Jahre später bekam die Sportstätte eine Leichtathletikanlage, die heute aber nicht mehr genutzt werden kann. 1982 wurde die Südkurve eröffnet.
Die ersten größeren Veränderungen am Stadion wurden dann 1992 vorgenommen. Der Grund dafür war der Besuch von Papst Johannes Paul II. in der Diözese von Arezzo-Cortona-Sansepolcro am 19. und 20. September 1992. Er hielt im Stadion eine Messe ab. Die Haupttribüne wurde renoviert, die Sicherheitsmaßnahmen wurden erhöht und die Erneuerung der Umkleidekabinen, des Presseraums und den Eingängen durchgeführt.
Der AC Arezzo schaffte 2004 den Sprung in die Serie B, die zweithöchste Spielklasse Italiens. Zu diesem Anlass riss man die alte Tribüne in der Südkurve ab und stellte direkt hinter dem Spielfeld eine Stahltribüne auf. Dazu wurde auch ein Teil der Leichtathletikbahn entfernt. Die Tribüne bekam den Namen Curva Lauro Minghelli. Dies geschah zu Ehren des ehemaligen Kapitäns des AC Arezzo, Lauro Minghelli, der 2004 im Alter von 31 Jahren an der Krankheit Amyotrophe Lateralsklerose (ALS) gestorben ist. 
Bis zum 18. November 2006 trug das Stadion den Namen Stadio Comunale, bis der Stadtrat von Arezzo beschloss, es seinen heutigen Namen Stadio Città di Arezzo zu geben. Von 1987 bis 2006 fand im Stadion das Musikfestival Arezzo Wave statt.